# Лезгины в Туркменистане
Лезгины в Туркмении (лезг. Лезгияр Туьркменистанайра;) — лезгинская диаспора появившаяся в Республике Туркменистан в результате депортации лезгин из родных земель после Штульского восстания. На 2020 год лезгин в Туркмении насчитывало 19 500 человек, большинство ) проживает в Балканской области, а также в городах Хазар (бывший Челекен), Туркменбаши и Балканабад. В Туркменистане существует одна из самых больших лезгинских диаспор которая сохраняет свои культурные традиции, религию и язык.

## История

### Депортация
в 1930-е годы антиисламская политика Сталина и коммунистов спровоцировало лезгин на ответные меры, в результате чего вспыхнуло Штульское восстание во главе с имамом Гази Мухаммадом Штульским. Коммунистами к наказанию были привлечены 316 участников движения, из них 212 расстреляли, 104 осудили на сроки от 3 до 10 лет, остальных же с целью ассимиляции депортировали в Туркменистан а также в Кыргызстан, Казахстан и Узбекистан.

### Реабилитация
В 1989 году сталинские массовые репрессии были официально осуждены российскими властями и их жертвы подлежали юридической реабилитации. Некоторые исследователи предлагали включить в число реабилитированных и Штульского. Однако сделать это оказалось невозможно, так как расстрелянные лидеры повстанческих движений официально не считаются репрессированными.

## Нынешнее состояние
Лезгинская культура в Туркменистане сохраняет свои самобытные черты, хотя и испытывает влияние туркменской культуры. Лезгины сохраняют свои традиции, язык, религию, музыку и танцы, хотя порой лезгинская музыка запрещается на лезгинских свадьбах. В Туркменистане лезгины участвуют в различных культурных мероприятиях, направленных на сохранение своей этнической идентичности.

## Расселение
По оценкам, численность лезгин в Туркменистане составляет 19 500 человек. В основном проживают в Балканской области, в городах Хазар (бывший Челекен), Туркменбаши и Балканабад, также Наибольшая концентрация лезгин наблюдается в Ашхабаде и других крупных городах страны, где они интегрировались в местное общество но при этом сохранили лезгинский язык, традиции и религию. 

## Известные представители диаспоры
Якуб Кулиев — советский кавалерийский военачальник, генерал-майор.